# Гаял
Гаял або мітун — домашня форма дикого бика гаура. Молоко відрізняється високою жирністю, м'ясо — чудовими смаковими якостями. Гаяла розводять в Індії у « чистоті» і у вигляді помісей з великою рогатою худобою. Гібриди плідні.

## Поширення
Батьківщина гаяла — гористі місцевості на схід від Брахмапутри аж до М'янми, де він тримається стадами в лісах і дереться з великою спритністю по горах і скелях. Традиція утримування гаяла зберігається у кількох етнічних групах, що проживають у гористих місцевостях штатів Трипура, Мізорам, Ассам і Аруначал-Прадеш (Індія). Вони також зустрічаються в районі міста Читтагонг (Бангладеш), у північній частині М'янми в штаті Качин і в сусідній китайській провінції Юньнань. Гаял є державною твариною-символом у штатах Аруначал-Прадеш і Нагаленд.

## Опис
Відрізняється від гаура формою рогів і дещо меншими розмірами. Корова дрібніша, стрункіша, з більш короткими рогами. Голова з дуже широким чолом. Роги дуже товсті, конусоподібні. Довжина тіла дорослого самця близько 3 м, висота в холці 1,5-1,6 м, важить до 540 кг. Маленькі, глибоко посаджені очі; великі, прямі, пригострені вуха. Загривок видається у вигляді горба. Підгрудки на шиї немає, або ледь помітна. Коротка, густа, гладка, блискуча шерсть рівномірно покриває все тіло, злегка подовжуючись на нижній стороні шиї; хвіст закінчується густим пензлем. Забарвлення інтенсивного чорного кольору, часто з синюватим відтінком. Ноги і пучок волосся на кінці хвоста білі.

## Розмноження
Самки народжують по одному теляті . Тривалість вагітності 8-9 міс.

## Спосіб життя
Пасеться вранці, ввечері і в світлі ночі, вдень забивається від спеки в гущавину, любить воду, але уникає болота і бруду. Гаял відрізняються мирною і довірливою вдачею; на людину ніколи не нападають.

## Одомашнення

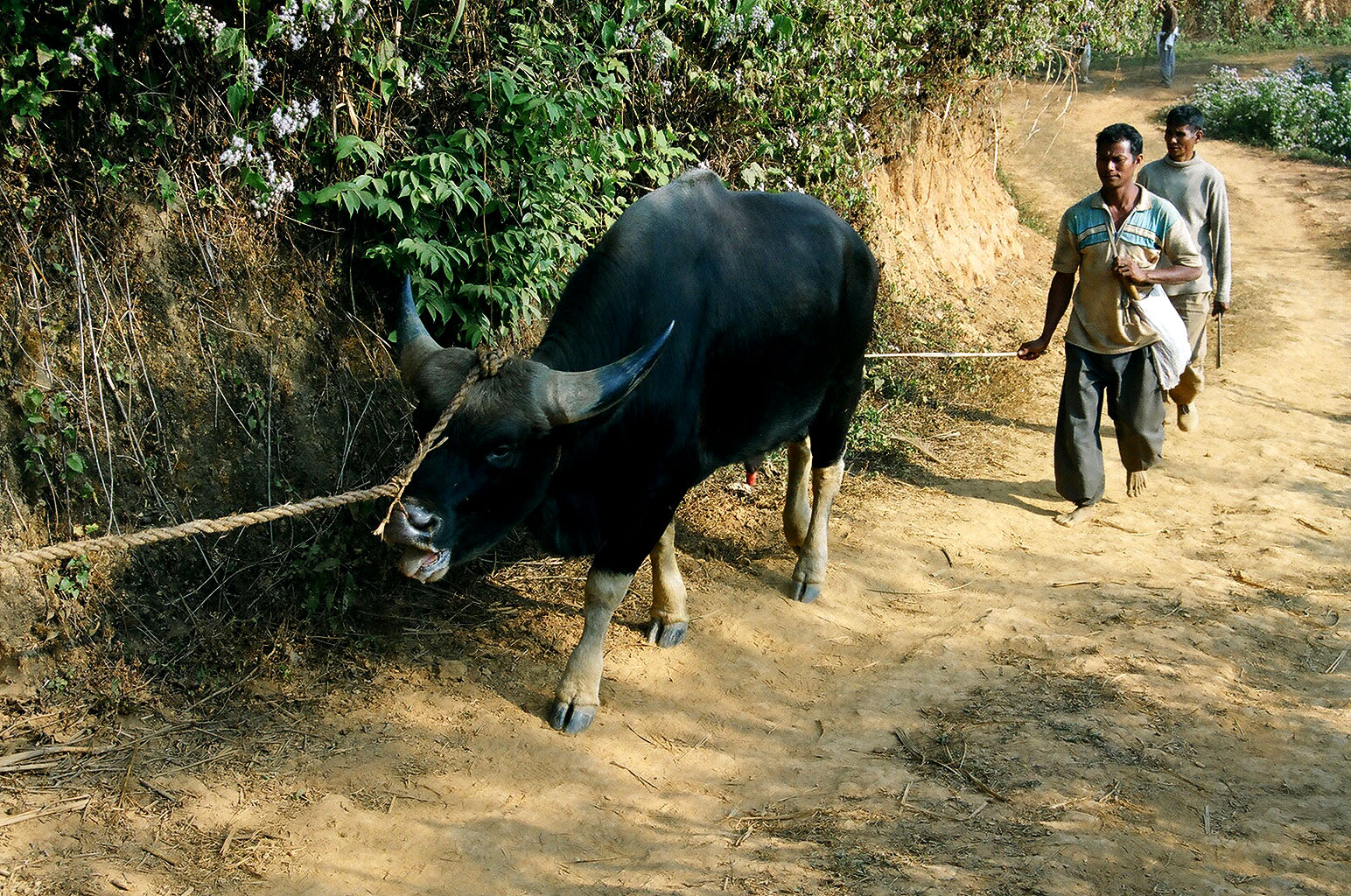
Гаял у Бангладеші

Тубільці Індії з незапам'ятних часів тримають гаяла в неволі, частиною підтримуючи чисту породу, частиною схрещуючи їх з іншими породами худоби; крім того, вони постійно ловлять ще й диких гаурів і приручають їх. Протягом дня вони вільно бродять по джунглях і повернутися до своїх власників у нічний час. І м'ясо і молоко гаяла дуже цінуються, але у більшій території утримання гаял не використовується у вигляді джерела м'яса. Традиційно гаяла утримують на доїння, а також використовується як валюта у викупі нареченої. Спроби розводити гаяла в місцевостях на захід від його батьківщини не вдаються, вони не звикають до життя на рівнині. З усіма породами домашнього рогатої худоби, у тому числі із зебу, гаял схрещується і дає плідне потомство.